# Танська сільська рада
Та́нська сільська́ ра́да — адміністративно-територіальна одиниця та орган місцевого самоврядування в Уманському районі Черкаської області. Адміністративний центр — село Танське.

## Загальні відомості
- Населення ради: 980 осіб (станом на 2001 рік)

## Населені пункти
Сільській раді підпорядковані населені пункти:
- с. Танське

## Склад ради
Рада складається з 12 депутатів та голови.
- Голова ради: Кифорук Ігор Дмитрович
- Секретар ради: Шевчук Валентина Миколаївна

### Керівний склад попередніх скликань
| Прізвище, ім'я, по батькові | Основні відомості                                                 | Дата обрання | Дата звільнення |
| --------------------------- | ----------------------------------------------------------------- | ------------ | --------------- |
| Черевко Роман Васильович    | Сільський голова, 1973 року народження, безпартійний              | 26.03.2006   | 31.10.2010      |
| Кифорук Ігор Дмитрович      | Сільський голова, 1979 року народження, освіта вища, безпартійний | 31.10.2010   |                 |

Примітка: таблиця складена за даними сайту Верховної Ради України

### Депутати
За результатами місцевих виборів 2010 року депутатами ради стали:

#### За суб'єктами висування
| Суб'єкт висування | Кількість обраних депутатів | %    |
| ----------------- | --------------------------- | ---- |
| Партія регіонів   | 11                          | 91,7 |
| Самовисування     | 1                           | 8,3  |

#### За округами
| № округу        | Прізвище, ім'я, по батькові  | Дата визнання обраним | Освіта             | Партійна приналежність | Відомості про обраного депутата                       |
| --------------- | ---------------------------- | --------------------- | ------------------ | ---------------------- | ----------------------------------------------------- |
| Партія регіонів |                              |                       |                    |                        |                                                       |
| 1               | Кифорук Сергій Дмитрович     | 31.10.2010            | середня спеціальна | позапартійний          | тимчасово не працює                                   |
| 2               | Шевчук Валентина Миколаївна  | 31.10.2010            | середня спеціальна | позапартійна           | Танська сільська рада, секретар сільської ради        |
| 3               | Шнир Леонід Степанович       | 31.10.2010            | середня спеціальна | позапартійний          | Агрофірма «Добро», агроном                            |
| 4               | Олійник Людмила Петрівна     | 31.10.2010            | середня спеціальна | позапартійна           | Сільський фельдшерсько-акушерський пункт, завідувачка |
| 5               | Поліщук Віктор Михайлович    | 31.10.2010            | середня            | позапартійний          | пенсіонер                                             |
| 6               | Янчук Михайло Андрійович     | 31.10.2010            | вища               | позапартійний          | ТОВ «Агрокомплекс», керуючий дільниці "Танське        |
| 7               | Білик Григорій Володимирович | 31.10.2010            | середня спеціальна | позапартійний          | тимчасово не працює                                   |
| 8               | Рябокінь Григорій Іванович   | 31.10.2010            | середня            | позапартійний          | ТОВ"Кар'єр Граніт", тракторист                        |
| 10              | Шевчук Сергій Петрович       | 31.10.2010            | середня спеціальна | позапартійний          | тимчасово не працює                                   |
| 11              | Дорош Сергій Анатолійович    | 31.10.2010            | середня спеціальна | позапартійний          | тимчасово не працює                                   |
| 12              | Найчук Олег Дмитрович        | 31.10.2010            | середня спеціальна | позапартійний          | ТОВ"Рудокол", єкскаваторщик                           |
| Самовисування   |                              |                       |                    |                        |                                                       |
| 9               | Гнилозубенко Ніна Андріївна  | 31.10.2010            | середня спеціальна | позапартійна           | Танськасільська бібліотека, бібліотекар               |